# Enn Kokk
Enn Kokk, född 19 juni 1937 på Juminda poolsaar i Harjumaa i Estland, död 19 augusti 2019 i Öregrund, Uppsala län, var en svensk socialdemokratisk politiker, journalist och författare. Han var gift med politikern Birgitta Dahl från 1986 fram till sin död.

## Biografi
Familjen kom som flyktingar till Sverige 1944. Fadern, som var fiskare, hade hjälpt flyktingar att med sin fiskebåt ta sig till Finland. Efter studier vid Sundsvalls läroverk läste Kokk bland annat statskunskap och sociologi vid Uppsala universitet och blev tidigt ordförande i den socialdemokratiska föreningen Laboremus och redaktör för det socialdemokratiska studentorganet Libertas 1962–1963. Han anställdes 1968 på SAP:s partiexpedition på Sveavägen i Stockholm, där han bland annat under många år ansvarade för verkställande utskottets protokoll. Han var även chefredaktör för Aktuellt i Politiken, SAP:s medlemsorgan, 1974–1983 samt under cirka tre årtionden (1973–2000) huvudsekreterare i Socialdemokraternas programkommission.
År 2001 skrev Kokk boken Vitbok – Militärens hemliga nätverk i arbetarrörelsen, som tar upp hur det svenska försvarets underrättelseorganisation Informationsbyrån (IB) kontrollerade och registrerade kommunister, även under 1970-talet.
Kokk intresserade sig för visor och kampsånger i arbetarrörelsen och Joe Hills sånger, och gav ut samlingsböcker som utkom i flera upplagor.
Han gifte sig 1986 med den socialdemokratiska politikern Birgitta Dahl, med vilken han hade sammanbott sedan 1960-talet och tillsammans fått två barn.
Enn Kokk ligger begravd på Uppsala gamla kyrkogård.